# Лі Юйцинь
Лі Юйцинь (кит. спр. 李玉琴, піньїнь: Lǐ Yùqín; 15 липня 1928 - 24 квітня 2001) — четверта дружина останнього імператора Маньчжурії Пуї.

## Біографія
Народилася у простій родині. Після падіння імперії Цин республіканці вислали багатьох придворних у сільські поселення. Її батько Лі Дегуй працював перекладачем у місцевій місіонерській організації, а її мати Ван Сюжу працювала на шовковій фермі недалеко від міста. Однак батьки також служили імператорському двору, оскільки її прабабуся по батьківській лінії була годівницею дочки імператора Тунчжі. А пращури мами Лі були придворними лікарями.
Навчалася в Академії Ханьлінь у Чунцині. У лютому 1943 Лі та дев'ять інших учениць взяті директором Кобаясі та вчителем Фудзі у фотостудію для портретів. Через три тижні директор школи і вчитель відвідали будинок Лі і сказали їй, що імператор Маньчжоу-го Пуї наказав їй піти до палацу вчитися. Лі була піддана медичному огляду. Незабаром Лі стала наложницею Пу І під назвою: Шляхетна Леді Фу. Вона вела розкішний спосіб життя і мала багато слуг, але завагітніти так і не змогла. Вона також відповідала за імператорське господарство, оскільки імператриця Ваньжун була опіумною наркоманкою і перебувала під домашнім арештом через те, що мала справу зі слугами Пу І.
У 1945, після капітуляції Японії, Маньчжурія пала і імператор разом з Лі, і імператрицею Ваньжун намагалися втекти. Вони, як і інші члени двору, були евакуйовані поїздом Даліцзигоу. Однак після, Пуї полетів літаком до Мукдена вже без Лі, і був спійманий радянською владою.
Незабаром Лі та Ваньжун були спіймані та відправлені у в'язницю до Чанчуня. Лі звільнилася в 1946, але імператриця померла незадовго до її визволення. Лі Юйцінь почала працювати в текстильній фабриці та бібліотеці. Вона також відвідувала Пуї у в'язниці.
У 1958 офіційно розлучилася з Пуї, і вийшла заміж за китайського техніка Хуан Юйгена, від якого народила двох синів.
Під час Культурної революції Лі була мішенню для хунвейбінів, оскільки вона була наложницею імператора.
Померла 24 квітня 2001 від цирозу печінки.